# 蕾切尔·萨默维尔
蕾切尔·S·萨默维尔（英語：Rachel S. Somerville，1967年—），美国天文学家 ，罗格斯大学George A.和Margaret M. Downsbrough天体物理学教授。 她知名于星系形成和演化的理论研究。

## 奖项和荣誉
2013年，她被授予丹尼·海涅曼天体物理学奖。